# زوران نیکولا
زوران نیکولا (انگلیسی: Zoran Kalinić؛ زادهٔ ۲۰ ژوئیه ۱۹۵۸) یک بازیکن تنیس روی میز اهل صربستان است. 
وی در مسابقات کشوری و بین‌المللی در مجموع برنده ۴ مدال طلا، ۳ مدال نقره، ۲ مدال برنز شده‌است.